# Pallacanestro ai Giochi dell'Estremo Oriente
Il torneo di pallacanestro ai Giochi dell'Estremo Oriente si è svolto in tutte le edizioni della manifestazione multisportiva, in quanto la pallacanestro è stato uno degli otto principali sport in programma.
Data la sua stretta connessione con gli Usa, la rappresentativa nazionale delle Filippine è risultata essere quella più sviluppata in senso cestistico, fra tutte le partecipanti ai Giochi, avendo vinte nove delle dieci edizioni. Sono state sconfitte solo nell'edizione di Shanghai, disputatasi nel 1921, dove a trionfare fu la Cina.

## Torneo maschile
| Anno | Sede     |                    |                    |                    |
| Anno | Sede     | Oro                | Argento            | Bronzo             |
| 1913 | Manila   | Filippine          | Repubblica di Cina | -                  |
| 1915 | Shanghai | Filippine          | Repubblica di Cina | -                  |
| 1917 | Tokyo    | Filippine          | Repubblica di Cina | Giappone           |
| 1919 | Manila   | Filippine          | Repubblica di Cina | -                  |
| 1921 | Shanghai | Repubblica di Cina | Filippine          | Giappone           |
| 1923 | Osaka    | Filippine          | Repubblica di Cina | Giappone           |
| 1925 | Manila   | Filippine          | Repubblica di Cina | Giappone           |
| 1927 | Shanghai | Filippine          | Repubblica di Cina | Giappone           |
| 1930 | Tokyo    | Filippine          | Giappone           | Repubblica di Cina |
| 1934 | Manila   | Filippine          | Repubblica di Cina | Giappone           |